# Ясная Поляна (Пермский край)
Ясная Поляна — посёлок в Большесосновском районе Пермского края. Входит в состав Тойкинского сельского поселения.

## Географическое положение
Расположен на реке Потка (правый приток реки Чёрная) примерно в 2,5 км к востоку от административного центра поселения, села Тойкино.

## Население
| 2010 |
| ---- |
| 7    |

## Улицы
- Южная ул.

## Топографические карты
- Лист карты O-40-85 Петропавловск. Масштаб: 1 : 100 000. Состояние местности на 1983 год. Издание 1984 г.